# Лаодика Каппадокийская
Лаоди́ка (др.-греч. Λαοδίκη, Laodíkē) — сестра царя Понта Митридата VI Евпатора (ок. 120—63 до н. э.) и жена царя Каппадокии Ариарата VI (130—116 до н. э.).
Муж Лаодики был убит каппадокийским магнатом Гордием по наущению её брата Митридата Евпатора (убийство, по мнению римских авторов, было тайно подготовлено Митридатом с целью расширения своих владений). После гибели супруга, с тем, чтобы избежать аналогичной участи для себя и двух своих сыновей, она вышла замуж за царя Вифинии Никомеда III, вторгшегося в это время в страну.
Затем Никомед расставил свои гарнизоны по каппадокийским крепостям и объявил о слиянии Вифинии и Каппадокии в единое государство. Митридат же объявил, что законным царём Каппадокии может считаться только юный сын убитого Ариарата VI, силой очистил Каппадокию от вифинских гарнизонов и провозгласил царём Ариарата VII, сына Ариарата VI и своего племянника.
Через некоторое время Митридат потребовал у нового царя, чтобы в Понт выслали его давнего соратника, Гордия. В ответ на отказ Ариарата VII выдать убийцу своего отца Митридат начал против него войну, а затем коварно убил.
После смерти своего сына она вместе с Никомедом попыталась возвести на престол Каппадокии самозванца. В частности, она отправилась в Рим, дабы подтвердить перед сенатом, что у неё было три сына от первого мужа Ариарата VI. Однако несмотря на это свидетельство, самозванец был отвергнут сенатом.